# Jeongseok Airport
Jeongseok Airport (engelska: Jungseok Airport) är en flygplats i Sydkorea.   Den ligger i provinsen Jeju, i den södra delen av landet, 500 km söder om huvudstaden Seoul. Jeongseok Airport ligger 348 meter över havet. Den ligger på ön Cheju-do.
Terrängen runt Jeongseok Airport är kuperad åt sydväst, men åt nordost är den platt. Runt Jeongseok Airport är det ganska tätbefolkat, med 100 invånare per kvadratkilometer. Omgivningarna runt Jeongseok Airport är en mosaik av jordbruksmark och naturlig växtlighet.